# Антоні ван Дімен
Антоні ван Дімен (нід. Antonio van Diemen; 1593 — 19 квітня 1645) — дев'ятий генерал-губернатор Голландської Ост-Індії.

## Біографія
Антоні ван Дімен був сином бургомістра Кулемборгу Мєєуса Антоніша ван Дімена (нід. Meeus Anthonisz van Diemen) і Кристини Хувенар (нід. Christina Hoevenaar). В 1616 році він переїхав до Амстердаму з метою відкрити власний бізнес, однак збанкрутував і був вимушений найнятися до Голландської Ост-Індійської компанії (VOC). 4 січня 1618 року він під псевдонімом Тоніс Меєувіш (нід. Thonis Meeuwisz піднявся на борт корабля «Маврикій».
Антоні він Дімен прибув до ост-Індії 22 серпня 1618 року. Він зарекомендував себе як талановитий економіст і управлінець. В 1625 році він уваійшов до Ради Індій а в наступному році став директором з торгівлі, другою за впливовістю людиною в колоніях. 17 січня 1630 року він одружився з Марією ван Альст (в майбутньому, однак, буде бездітним).
В 1631 році він повернувся в Нідерланди, а в 1632 повернувся в Батавію. В 1633 році він відкрив острів, назвавши його Амстердам.
В 1635 році став дев'ятим генерал-губернатором Ост-Індії. Набув повноважень з 1 січня 1636. Десять років його управління виявились досить плідними для колоній і компанії. Він присвятив багато зусиль для поширення впливу VOC на Південно-Східну Азію. Він встановив голландську владу на Цейлоні. Захопивши форт Баттікалоа, VOC більш ніж на 200 років включила острів в свою сферу впливу і забезпечила монополію на корицю. В 1641 році він захопив Малакку. Продовжував розвивату колоніальну столицю Батавію, збудувавши там школу і дві церкви, в тому числі Західну церкву або Вестеркерк. Він видав кодекс законів, «Bataviasche Statuten», збірку законів колоніальної Ост-Індії.
Антоні ван Дімен запам'ятався найбільше своїми зусиллями з пошуків Невідомої Південної землі (Австралії). В 1639 році він посилав дві експедиції на пошуки легендарних «Золотих і Срібних островів», про які згадували іспанці, вважаючи, що вони знаходяться на схід від Японії. Мартін Геррітсон де Фриз за його наказом досліджував береги Кореї і Далекого Сходу, однак експедиція була безрезультатною. Тоді в серпні 1642 року була споряджена нова експедиція, на чолі якої став Абель Тасман.
В листопаді 1642 року, рухаючись від Маврикію на схід і оминувши берег Західної Австралії, Тасман натрапив на західний берег великого острова. Він назвав його «Землею Ван Дімена», на честь свого покровителя. Зараз цей острів відомий як Тасманія.
Антоні ван Дімен помер 19 квітня 1645 року в Батавії.
Крім Тасманії, іменем ван Дімена було названо ще низку географічний об'єктів. Зокрема, це затока Ван-Дімен на півночі Австралії, мис Марія-Ван-Дімен, найзахідніша точка Північного острову в Новій Зеландії, острів Марайа, названий на честь дружини ван Дімена, На честь ван Дімена також був названий форт в Даньшуі (Сіньбей, Тайвань).
Рід змій Demansia або Коричневі змії був названий на честь ван Дімена.